# Karl Prosch

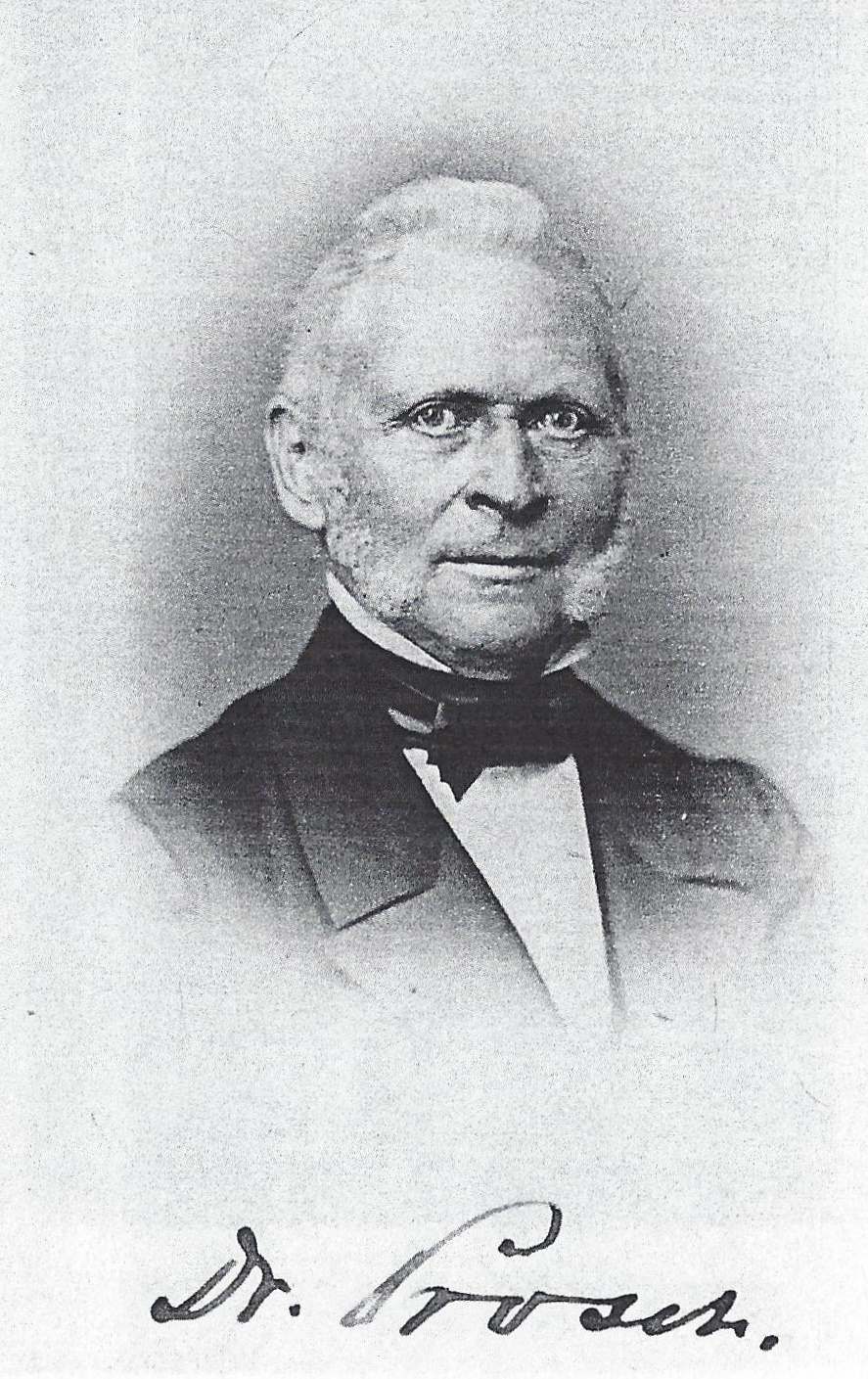
Karl Prosch

Karl Friedrich Wilhelm Prosch, auch Carl Prosch (* 30. August 1802 in Ludwigslust; † 19. Dezember 1876 in Schwerin) war ein deutscher Verwaltungsjurist in Mecklenburg-Schwerin. Er saß im Reichstag (Norddeutscher Bund).

## Leben
Karl Prosch war Sohn des namensgleichen Sekretärs des Erbgroßherzogs Friedrich Ludwig zu Mecklenburg und späteren Geheimen Finanzrats, Carl Prosch (* 1765 in Cottbus), und dessen erster Frau, Carolina Sophia Wilhelmina, geb. Weiss († 11. September 1805 in Ludwigslust im Alter von 29 Jahren). Er besuchte 1818 bis 1821 das Gymnasium zum Grauen Kloster in Berlin und studierte dann Rechtswissenschaft, Nationalökonomie und Finanzwirtschaft an der Georg-August-Universität Göttingen, der Universität Rostock, der Universität Genf und der Sorbonne. Er wurde Mitglied des Corps Vandalia Göttingen (1823) und des Corps Vandalia Rostock (1825). In Göttingen wurde er 1824 zum Dr. iur. promoviert.
Danach war Prosch in der Regierungskanzlei zu Schwerin angestellt und wurde 1833 wirklicher Regierungsregistrator, 1840 Legationsrat und 1841 Geheimer Legationsrat. 1846 wurde er Regierungsrat und dadurch wirkliches Mitglied der großherzoglichen Regierung.
Schwerpunkte seiner Tätigkeit waren Finanz- und Eisenbahnfragen. Seine Bemühungen für eine Eisenbahnverbindung Lübecks scheiterten am Widerstand Dänemarks. Die Verhandlungen wegen der Berlin-Hamburger Bahn zwischen Preußen, Hamburg, Dänemark und Mecklenburg, bei denen er letzteres vertrat, führten zur Konzessionierung der Berlin-Hamburger Eisenbahngesellschaft. 1849 wurde er in die mecklenburgische Abgeordnetenkammer im Wahlkreis Mecklenburg-Schwerin 4 und in dieser in den Finanzausschuss gewählt. Im gleichen Jahr ernannte ihn der Großherzog zum „Direktor im Finanzministerium“ im Ministerium von Lützow, was er bis 1856 blieb. Er war Vertreter Mecklenburgs in den diplomatischen Verhandlungen zur Ablösung der Elbzölle und des Sundzolles 1856/57 in Kopenhagen. Deswegen wurde er 1856 „zur Disposition des Staatsministeriums“ gestellt, womit er aus der Finanzverwaltung ausschied. 1860 trat er aus dem Staatsdienst ganz zurück.
1867 wählten ihn die 20 westlichen Städte Mecklenburgs in den Reichstag des Norddeutschen Bundes. Nach der Deutschen Reichsgründung saß er im Reichstag (Deutsches Kaiserreich) als Vertreter des Reichstagswahlkreis Großherzogtum Mecklenburg-Schwerin 1 (Hagenow - Grevesmühlen) bis zu seinem Tod. Er war auch im Reichstagswahlkreis Großherzogtum Mecklenburg-Schwerin 2 gewählt worden, nahm aber das Mandat im ersten Wahlkreis an.
1870 gehörte er der Deputation des Norddeutschen Reichstags an, welche in Versailles König Wilhelm um die Erneuerung und die Annahme der deutschen Kaiserkrone ersuchte.
Vandalia Rostock verlieh ihm die Ehrenmitgliedschaft.
Sein Bruder Eduard Prosch (1804–1878) war Stifter der Vandalia Rostock und Intendant der Großherzoglichen Kunstsammlungen in Schwerin.

## Auszeichnungen
- Roter Adlerorden 2. Klasse 1842